# Кубок европейских чемпионов по волейболу среди женщин 1975/1976
16-й розыгрыш Кубка европейских чемпионов по волейболу среди женщин проходил с 7 февраля по 11 апреля 1976 года с участием 15 клубных команд стран-членов Европейской конфедерации волейбола (ЕКВ). Финальный этап был проведён в Эйпене (Бельгия). Победителем турнира впервые стала чехословацкая команда «Руда Гвезда» (Прага).

## Команды-участницы
| Страна       | Команда                     |                           |
| ------------ | --------------------------- | ------------------------- |
| Австрия      | «Пост» (Вена)               | Чемпион Австрии 1975      |
| Бельгия      | «Хермес» (Остенде)          | Чемпион Бельгии 1975      |
| Болгария     | «Левски-Спартак» (София)    | Чемпион Болгарии 1975     |
| Греция       | «Зириниос» (Кифисья)        | Чемпион Греции 1975       |
| Израиль      | «Хапоэль-Нааман» (Афула)    | Чемпион Израиля 1975      |
| Люксембург   | «Олимпик» (Люксембург)      | Чемпион Люксембурга 1975  |
| Нидерланды   | «Ван Хутен» (Херлен)        | Чемпион Нидерландов 1975  |
| Турция       | «Эджзаджибаши» (Стамбул)    | Чемпион Турции 1975       |
| Финляндия    | «Кархулан Вейкот» (Котка)   | Чемпион Финляндии 1975    |
| Франция      | «АСПТТ Монпелье» (Монпелье) | Чемпион Франции 1975      |
| ФРГ          | «Ганновер» (Ганновер)       | Чемпион ФРГ 1975          |
| Чехословакия | «Руда Гвезда» (Прага)       | Чемпион Чехословакии 1975 |
| Швейцария    | «Уни» (Базель)              | Чемпион Швейцарии 1975    |
| Швеция       | «Соллентуна» (Соллентуна)   | Чемпион Швеции 1975       |
| Югославия    | «Црвена Звезда» (Белград)   | Чемпион Югославии 1975    |

## Система проведения розыгрыша
В турнире принимали чемпионы 15 стран-членов ЕКВ. Соревнования состояли из 1/8 и 1/4 финалов плей-офф и финального этапа.
Финальный этап состоял из однокругового турнира с участием четырёх победителей четвертьфинальных пар.
В связи с подготовкой своих сборных к Олимпиаде-76 от участия отказались чемпионы СССР («Динамо» Москва), ГДР («Динамо» Берлин) и Венгрии (НИМ ШЕ).

## 1/8 финала
7—21.02.1976
 «Кархулан Вейкот» (Котка) —  «Ван Хутен» (Херлен)
7 февраля. 0:3 (4:15, 3:15, 6:15).
21 февраля. 0:3 (6:15, 8:15, 2:15).
 «Црвена Звезда» (Белград) —  «Хапоэль-Нааман» (Афула)
7 февраля. 3:0.
? февраля. 3:1.
 «Олимпик» (Люксембург) —  «Левски-Спартак» (София)
8 февраля. 0:3 (1:15, 3:15, 4:15).
9 февраля. 0:3 (0:15, 6:15, 7:15).
 «Соллентуна» —  «Пост» (Вена)
8 февраля. 0:3.
? февраля. 3:0.
 «Ганновер» —  «Хермес» (Остенде)
8 февраля. 3:1 (15:13, 10:15, 15:11, 15:9).
? февраля. 2:3.
 «АСПТТ Монпелье» —  «Эджзаджибаши» (Стамбул)
8 февраля. 3:1.
? февраля. 2:3.
 «Зириниос» (Кифисия) —  «Уни» (Базель)
10 февраля. 1:3 (2:15, 15:10, 4:15, 11:15).
11 февраля. 0:3 (7:15, 2:15, 4:15).
 «Руда Гвезда» (Прага) свободна от игр.

## Четвертьфинал
13—21.03.1976
 «Левски-Спартак» (София) —  «Ганновер» 
13 марта. 3:0 (15:3, 15:6, 15:1).
21 марта. 3:2.
 «Ван Хутен» (Херлен) —  «Уни» (Базель)
13 марта. 3:0 (15:10, 15:9, 15:5).
21 марта. 3:1 (9:15, 15:7, 15:8, 15:4).
 «Соллентуна» —  «Руда Гвезда» (Прага)
14 марта. 0:3 (4:15, 9:15, 3:15).
20 марта. 0:3 (1:15, 6:15, 5:15).
 «Црвена Звезда» (Белград) —  АСПТТ «Монпелье»
 ?:?
 ?:?

## Финальный этап
9—11 апреля 1976.  Эйпен.
Участники:
 «Руда Гвезда» (Прага)

 «Левски-Спартак» (София)

 «Црвена Звезда» (Белград)

 «Ван Хутен» (Херлен)
Команды-участницы провели однокруговой турнир, по результатам которого определена итоговая расстановка мест.

### Результаты
| М | Команда                   | 1   | 2   | 3   | 4   | И | В | П | С/П | О |
| - | ------------------------- | --- | --- | --- | --- | - | - | - | --- | - |
| 1 | «Руда Гвезда» (Прага)     |     | 3:2 | 3:1 | 3:0 | 3 | 3 | 0 | 9:3 | 6 |
| 2 | «Левски-Спартак» (София)  | 2:3 |     | 3:1 | 3:1 | 3 | 2 | 1 | 8:5 | 5 |
| 3 | «Ван Хутен» (Херлен)      | 1:3 | 1:3 |     | 3:1 | 3 | 1 | 2 | 5:7 | 4 |
| 4 | «Црвена Звезда» (Белград) | 0:3 | 1:3 | 1:3 |     | 3 | 0 | 3 | 2:9 | 3 |

9 апреля
 «Левски-Спартак» —   «Црвена Звезда»
3:1 (15:13, 15:10, 13:15, 15:3)
 «Руда Гвезда» —  «Ван Хутен»
3:1 (15:9, 15:9, 10:15, 15:1)
10 апреля
 «Ван Хутен» —   «Црвена Звезда»
3:1
 «Руда Гвезда» —  «Левски-Спартак»
3:2 (7:15, 17:19, 15:9, 15:7, 15:6)
11 апреля
 «Руда Гвезда» —   «Црвена Звезда»
3:0 (17:15, 15:13, 15:8)
 «Левски-Спартак» —  «Ван Хутен»
3:1 (15:12, 7:15, 15:10, 15:8)

### Итоги

#### Положение команд
| «Руда Гвезда» (Прага)        |
| «Левски-Спартак» (София)     |
| «Ван Хутен» (Херлен)         |
| 4. «Црвена Звезда» (Белград) |